# Kulichová dolina
Kulichová dolina – dolina w słowackich Niżnych Tatrach, będąca orograficznie prawym odgałęzieniem Vajskovskiej doliny w jej dolnej części. W górnej części Kulichová dolina ma trzy ramiona. Jedno z nich wcina się w południowe stoki szczytu Skalka, dwa pozostałe w południowo-wschodnie stoki szczytu Žiarska hoľa (jęz. pol. Żarska Hala). Wszystkimi spływają źródłowe cieki potoku Dve vody. Dwa z nich łączą się z sobą na wysokości około 940 m, trzeci na wysokości około 880 m i od tego miejsca  Kulichová dolina opada w południowo-wschodnim kierunku, uchodząc do Vajskovskiej doliny na wysokości około 740 m (rozdroże Dve vody),
Kulichová dolina jest porośnięta lasem, tylko podszczytowe partie Skalki i Žiarskiej hoľi to obszary trawiaste – dawne hale pasterskie. Obszar doliny w całości znajduje się w obrębie Parku Narodowego Niżne Tatry. Dolną częścią doliny, wzdłuż koryta potoku Dve vody, prowadzi szlak turystyczny do pomnika ofiar lawiny śnieżnej, jaka zeszła w masywie Żarskiej Hali w dniu 8 marca 1965 r. W lawinie tej zginęło 16 robotników leśnych. Pomnik ten znajduje się na wysokości około 880 m, w miejscu pierwszego rozgałęzienia doliny.

## Szlaki turystyczne
Dolná Lehota – Črmné – rozdroże Dve vody – pomnik ofiar lawin. Czas przejścia:2.30h↓ 2 h